# Pedilus inurbanus
Pedilus inurbanus is een keversoort uit de familie vuurkevers (Pyrochroidae). De wetenschappelijke naam van de soort is voor het eerst geldig gepubliceerd in 1964 door Abdullah.